# 波方国家石油ガス備蓄基地
波方国家石油ガス備蓄基地（なみかたこっかせきゆガスびちくきち）は、愛媛県今治市波方町にある液化石油ガス備蓄基地。

## 概要
石油･液化石油ガスの物流基地である波方ターミナルに隣接した場所に立地しており、波方ターミナルを運営を運営する波方ターミナル株式会社が備蓄基地の運営を受託している。2013年3月に完成した。
地表面から180m下の岩盤内にトンネル形状の空洞を設け、これを貯槽とし、周囲の地下水圧により常温の石油ガスを封じ込める、我が国のLPガス備蓄では本邦初となる「水封式地下岩盤タンク方式」を採用している。貯蔵容量45万トンは、一つの基地としては世界最大規模となっている。
倉敷石油国家ガス備蓄基地と共に基地の建設事業は「平成25年度土木学会賞（技術賞：Ⅱグループ）」を受賞している。

## 施設概要
- 施設容量 - 約45万トン（プロパン30万トン、ブタン･プロパン兼用15万トン）
- 方式 - 水封式地下岩盤タンク方式
- 面積 - 約6ha

## 沿革
- 2000年3月 - 立地が決定。
- 2001年2月 - 埋立造成工事着工。
- 2002年11月 - 作業トンネル工事着工。
- 2003年12月 - 地下貯槽工事着工。
- 2004年2月 - 国家備蓄事業の体制移行により、日本液化石油ガス備蓄（株）の事業を継承した独立行政法人石油天然ガス・金属鉱物資源機構が経済産業省からの委託事業として建設工事を継承。
- 2005年10月 - 設備建設工事着工。
- 2013年3月 - 完成。
- 2016年12月 - 国家備蓄石油ガスの受け入れ完了[4]。